# Satchel Paige
Leroy Robert "Satchel" Paige, född den 7 juli 1906 i Mobile i Alabama, död den 8 juni 1982 i Kansas City i Missouri, var en amerikansk professionell basebollspelare som spelade 22 säsonger i Major League Baseball (MLB) 1927–1931, 1933–1934, 1936, 1940–1949, 1951–1953 och 1965. Paige var högerhänt pitcher.
Paige anses vara en av de bästa spelarna som spelade i Negro leagues under sin storhetstid. Paiges huvudsakliga karriär inföll innan Jackie Robinson bröt basebollens rasbarriär och Paige var länge hänvisad till Negro leagues (av vilka en del fick status som major leagues 2020), men spelade i slutet av sin karriär för Cleveland Indians (1948–1949), St. Louis Browns (1951–1953) samt som 59-åring i en match för Kansas City Athletics 1965. När han gjorde debut för Indians 1948 blev han den första afroamerikanska pitchern i American Leagues historia.
1971 blev Paige den första spelaren från Negro leagues som blev invald i National Baseball Hall of Fame.